# Cappelle-la-Grande (turniej szachowy)
Open International de Cappelle-la-Grande – otwarty turniej szachowy, rozgrywany od 1985 r. we francuskiej miejscowości Cappelle-la-Grande. Począwszy od 1995 r. corocznie w zawodach uczestniczy powyżej pięciuset zawodniczek i zawodników (rekord frekwencji: 702 w 2001), co powoduje, iż turniej w Cappelle-la-Grande jest jednym z najliczniej obsadzonych na świecie.

## Dotychczasowi zwycięzcy
| Lp | Rok  | Zwycięzcy | Uczestników |
| -- | ---- | --- | ----------- |
| 1  | 1985 | Waldemar Hanasz | 68          |
| 2  | 1986 | Siergiej Smagin, Wjaczesław Ejnhorn, Joseph Gallagher | 106         |
| 3  | 1987 | Anthony Kosten, Anatolij Wajser, Jonny Hector | 115         |
| 4  | 1988 | Władimir Ochotnik | 138         |
| 5  | 1989 | Nuchim Raszkowski, Mark Hebden | 137         |
| 6  | 1990 | Nuchim Raszkowski, Mark Hebden | 201         |
| 7  | 1991 | Anatolij Wajser, Matthew Sadler | 289         |
| 8  | 1992 | Julian Hodgson | 308         |
| 9  | 1993 | Jewgienij Sołożenkin | 416         |
| 10 | 1994 | Władimir Czuczełow, Anthony Miles, Giennadij Kuźmin, Mark Hebden | 401         |
| 11 | 1995 | Anthony Miles, Mark Hebden, Jewgienij Swiesznikow | 572         |
| 12 | 1996 | Aleksander Nenaszew | 509         |
| 13 | 1997 | Władimir Burmakin, Wołodymyr Bakłan, Lubomir Ftaćnik, Jean-Marc Degraeve, Aleksiej Wyżmanawin, Anthony Miles, Rustam Kasimdżanow, Jurij Kruppa, Mark Hebden, Darius Ruzele | 504         |
| 14 | 1998 | Igor Glek | 637         |
| 15 | 1999 | Simen Agdestein, Michaił Gurewicz, Paweł Tregubow | 615         |
| 16 | 2000 | Jurij Kruppa, Gilberto Milos | 643         |
| 17 | 2001 | Władimir Czuczełow, Einar Gausel | 702         |
| 18 | 2002 | Eduardas Rozentalis | 677         |
| 19 | 2003 | Władimir Burmakin, Eduardas Rozentalis, Philipp Schlosser Ołeksandr Areszczenko, Jakow Geller, Dmitrij Boczarow, Jewhen Miroszniczenko                                     | 606         |
| 20 | 2004 | Jewgienij Najer, Kaido Kulaots, Artiom Timofiejew, Zoltan Gyimesi, Siergiej Grigorianc, Oleg Korniejew                                                                     | 576         |
| 21 | 2005 | Dawit Szengelia, Michaił Brodski | 589         |
| 22 | 2006 | Ołeksandr Moisejenko | 624         |
| 23 | 2007 | Wang Yue, Jewhen Miroszniczenko, Wugar Gaszimow, Dawid Arutinian, Jurij Drozdowski, Wasilij Jemielin                                                                       | 608         |
| 24 | 2008 | Wugar Gaszimow, Dawid Arutinian, Serhij Fedorczuk, Jurij Kryworuczko, Konstantin Czernyszow, Andriej Diewiatkin, Wasilios Kotronias, Erwin l'Ami                           | 612         |
| 25 | 2009 | Jurij Wowk | 611         |
| 26 | 2010 | Jarosław Żerebuch | 653         |
| 27 | 2011 | Grzegorz Gajewski | 573         |
| 28 | 2012 | Pentala Harikrishna, Parimarjan Negi, Tornike Sanikidze, Tigran Gharamjan, Martyn Krawciw                                                                                  | 498         |
| 29 | 2013 | Sanan Siugirow, Parimarjan Negi, Maxim Rodshtein, Serhij Fedorczuk, Eric Hansen, Vlad-Cristian Jianu, Aleksiej Fiodorow, Jurij Wowk                                        | 564         |
| 30 | 2014 | Axel Bachmann Schiavo, Siergiej Azarow | 604         |
| 31 | 2015 | Li Chao, Wołodymyr Oniszczuk | 555         |